# Francisco Landero y Cos
Francisco Landero y Cos (Veracruz, 4 de octubre de 1828 - ibídem, 1 de febrero de 1900) fue un comerciante, militar y político mexicano. Nacido en la ciudad de Veracruz, se ocupó de la gubernatura del estado entre 1872 y 1875. También se desempeñó brevemente como secretario de Hacienda en los gobiernos de Porfirio Díaz y Manuel González Flores. En sus últimos años y hasta su muerte, el 1 de febrero de 1900, se mantuvo al frente de la Administración de Correos. Un municipio veracruzano fue nombrado en su honor.

## Biografía

### Primeros años
Francisco Landero y Cos nació el 4 de octubre de 1828 en Veracruz, Veracruz, hijo de Pedro Telmo de Landero y Mercedes de Cos. En 1847, durante la Invasión estadounidense, se incorporó al ejército como voluntario y más tarde fue designado secretario particular del ministro de Guerra y Marina, Manuel Robles Pezuela. Luego de trabajar en la Aduana Marítima de Veracruz, el 27 de junio de 1853, fue nombrado administrador de la Aduana de Matamoros. Con la invasión francesa, Landero y Cos se retiró a «la vida privada» y se dedicó al comercio en el puerto de Veracruz.

### Gubernatura
Según García Morales (2000), a inicios de la década de 1870, en el estado se enfrentaron dos facciones: los juaristas, que buscaban la reelección del gobernador Francisco Hernández y Hernández y los lerdistas, partidarios de que Landero y Cos se ocupara de la gubernatura. La muerte de Benito Juárez favoreció a estos últimos y en Veracruz esta situación «se reflejó en el ascenso a la gubernatura» de Landero y Cos y su grupo. En su decreto número 56, el Congreso estatal lo nombró gobernador y tomó posesión el 15 de noviembre de 1872. El 9 de enero del año siguiente, convocado por Landero y Cos, comenzó a trabajar el Primer Congreso Pedagógico del Estado. Su función fue la de «estudiar la situación y las necesidades del sector» y «elaborar un proyecto de ley que unificara la educación y la hiciera extensiva al conjunto de la población».
Del Congreso surgió «la Ley Orgánica de Instrucción Pública y Plan de Estudios Preparatorios, Generales y Especiales» (1 de agosto de 1873), también llamada «Ley Landero y Cos», que «pretendía organizar el sistema educativo del estado de Veracruz». De acuerdo con Rodríguez Pucheta (2005), esta reforma educativa «se convirtió en la fuerza motora que justificó la implementación de importantes cambios en materia educativa a nivel nacional». Además, en su artículo 100 proponía la creación de una escuela normal. El 15 de diciembre de ese año se expidió la «Ley 120 Orgánica para la Administración Municipal del Estado» con el «sentido de realizar una nueva demarcación territorial». En 1873, en su informe al Congreso, Landero y Cos reconoció que «el sistema fiscal dejaba poco margen para el desarrollo de la industria y la agricultura». Su propuesta fue el diseño de un «sistema fiscal mixto con gravámenes directos e indirectos».
Ochoa Contreras (1974) indica que el gobierno landerista orientó su política económica «hacia el aumento a toda costa de los ingresos» estatales. Con su decreto del 19 de diciembre de 1872, el gobierno restableció «los derechos de consumo del 10% sobre los efectos extranjeros». Se incrementaron los ingresos con la aplicación de nuevos impuestos y la modificación de otros. Por ejemplo, se estableció un impuesto sobre el consumo de ganado y se modificó el predial. Estas políticas permitieron al gobierno cubrir sus deudas y pagar sueldos atrasados. El 1 de enero de 1873, Landero y Cos y Sebastián Lerdo de Tejada presenciaron la llegada del ferrocarril mexicano al puerto de Veracruz. El 16 de septiembre del año siguiente, el gobernador solicitó al gobierno federal apoyo para mejorar las condiciones del puerto. No obstante, esta mejora se produjo hasta 1881, cuando se aprobaron las obras de mejoramiento de la zona portuaria.
En 1874, Landero y Cos dispuso que los remanentes de los impuestos al café y tabaco se utilizaran en los cantones que carecieran de un centro de educación secundaria. Además, se fijaron impuestos en «favor de los colegios preparatorios y que reglamentaron los estudios superiores». Con respecto a los problemas de parcelación en Papantla, el gobernador permitió el establecimiento temporal de «condueñazgos». En julio del mismo año, el Congreso decretó que «en lugares donde existan problemas serios en la división de terrenos comunales [...] el Ejecutivo [...] podrá autorizar su división en terrenos asignados a un cierto número de dueños». El 1 de diciembre de 1875, José María Mena Isassi, hasta ese entonces encargado de la secretaría de Gobernación estatal, pasó a ocupar provisionalmente el cargo de gobernador. Tres días después, el Congreso lo declaró gobernador constitucional.

### Últimos años
Durante el mandato de Porfirio Díaz ocupó brevemente el cargo de secretario de Hacienda entre el 12 y el 23 de mayo de 1877. Poco después, el presidente Manuel González Flores lo nombró nuevamente secretario de Hacienda el 1 de diciembre de 1880. Presentó la Memoria de Hacienda de ese año, «en la que se dio cuenta de la liquidez alcanzada en la Tesorería». Se hicieron diversas concesiones a las compañías ferrocarrileras encargadas de la construcción de líneas troncales y al Banco Franco Egipcio para el establecimiento del Banco Nacional Mexicano. El 19 de septiembre de 1881, Landero y Cos firmó el primer contrato de concesión con el representante del Banco Franco Egipcio, Edouard Noetzlin.
En noviembre siguiente, presentó una propuesta para reducir el impuesto a la exportación de metales preciosos, especialmente la plata. Sin embargo, la iniciativa no fue aprobada por el Congreso. También emitió un proyecto de ley de catastro para Ciudad de México. No obstante, las críticas que acarrearon las subvenciones a las compañías ferroviarias y la venta de acciones del ferrocarril mexicano le llevaron a renunciar. Finalizó su periodo el 19 de diciembre de 1881. En sus últimos años se retiró de la vida pública y se encargó de sus negocios en Veracruz. A fines de siglo se le colocó al frente de la Administración de Correos de Veracruz, cargo que mantuvo hasta su muerte. Falleció en esa ciudad el 1 de febrero de 1900. En su honor, un municipio veracruzano recibió su nombre.